# 胡宝善
胡宝善（1935年6月8日—2019年9月13日），满族，北京人，中华人民共和国美声歌唱家、男中音，一级演员。歌唱代表作有《我爱这蓝色的海洋》等。

## 生平
胡宝善1958年赴保加利亚学习声乐，1961年归国。后在总政歌舞团、解放军艺术学院音乐系、海军政治部歌舞团工作。

## 家庭
儿子是演员胡军。哥哥是歌唱家、词曲作家胡松华。